# Eurotower (Zagreb)
Eurotower est un immeuble de grande hauteur à Zagreb, en Croatie, situé à Trnje, à l'intersection des rues Vukovarska et Lučićeva, dans l'angle sud-ouest. Il a été construit en 2006. Cette tour de bureaux possède 26 niveaux et a une hauteur de 96 m ou 97m selon les sources.
Eurotower est actuellement mieux connue comme le siège de la Bourse de Zagreb et de KPMG en Croatie.
Elle a été réalisée par l'architecte est Marijan Hržić, qui est également le concepteur de la tour Cibona (en) à Zagreb.
Selon la société Emporis, il s'agit du plus grand immeuble à  Zagreb.

## Vue de l'Eurotower

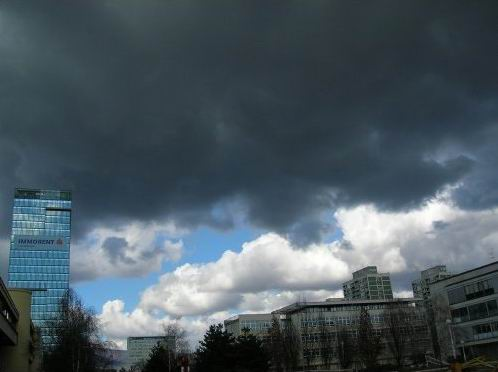
Eurotower vue de loin
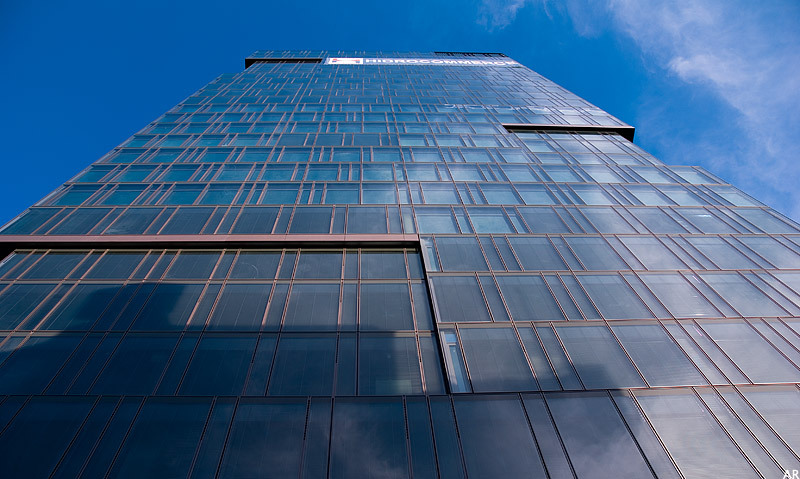
Facade de l'Eurotower
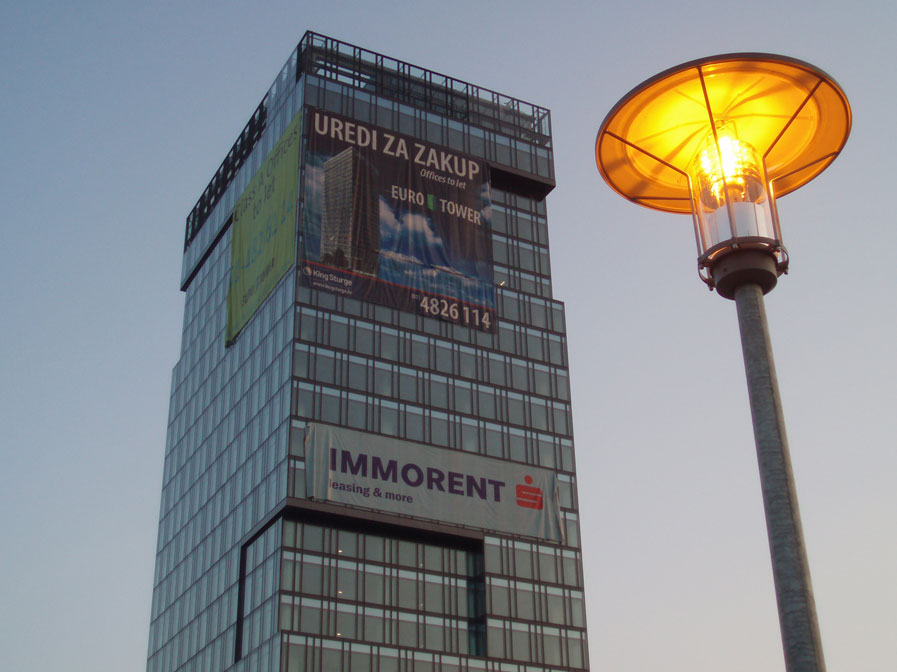
Sommet de l'Eurotower